# Vindelns församling
Vindelns församling är en församling inom Svenska kyrkan i Södra Västerbottens kontrakt av Luleå stift. 
Församlingen utgör ett eget pastorat och ligger i södra Västerbotten, Vindelns kommun, Västerbottens län. Församlingen omfattar hela kommunen.

## Administrativ historik
Församlingen bildades 1768 genom en utbrytning ur Umeå landsförsamling med namnet Degerfors församling. Den utbrutna kapellförsamlingen blev annexförsamling i april 1788. Åmsele församling utbröts 1962. Namnändring till nuvarande namn skedde 1 januari 1970.
Församlingen var till 1800 i pastoratet med Umeå landsförsamling. Från 1800 till 1962 utgjorde församlingen ett eget pastorat, för att därefter till 2006 vara moderförsamling i pastoratet Vindeln och Åmsele. Från 1924 till 1962 var församlingen uppdelad i två kyrkobokföringsdistrikt: Degerfors kbfd (240401) och Åmsele kbfd (240402). Församlingen införlivade Åmsele församling 2006.

## Areal
Vindelns församling omfattade den 1 januari 1976 en areal av 1 971,2 kvadratkilometer, varav 1 833,6 kvadratkilometer land.

## Befolkningsutveckling
| Befolkningsutvecklingen i Vindelns församling 1805–2015 | Befolkningsutvecklingen i Vindelns församling 1805–2015 | Befolkningsutvecklingen i Vindelns församling 1805–2015 | Befolkningsutvecklingen i Vindelns församling 1805–2015 | Befolkningsutvecklingen i Vindelns församling 1805–2015 |
| --- | ------------------------------------------------------- | ------------------------------------------------------- | ------------------------------------------------------- | ------------------------------------------------------- |
| |                                                         |                                                         |                                                         |                                                         |
| År |                                                         |                                                         | Folkmängd                                               |                                                         |
| 1805 | 1805                                                    |                                                         | 1 057                                                   |                                                         |
| 1810 | 1810                                                    |                                                         | 1 145                                                   |                                                         |
| 1820 | 1820                                                    |                                                         | 1 480                                                   |                                                         |
| 1830 | 1830                                                    |                                                         | 1 899                                                   |                                                         |
| 1840 | 1840                                                    |                                                         | 2 066                                                   |                                                         |
| 1850 | 1850                                                    |                                                         | 2 782                                                   |                                                         |
| 1860 | 1860                                                    |                                                         | 3 426                                                   |                                                         |
| 1870 | 1870                                                    |                                                         | 4 064                                                   |                                                         |
| 1880 | 1880                                                    |                                                         | 5 358                                                   |                                                         |
| 1890 | 1890                                                    |                                                         | 6 269                                                   |                                                         |
| 1900 | 1900                                                    |                                                         | 7 392                                                   |                                                         |
| 1910 | 1910                                                    |                                                         | 7 998                                                   |                                                         |
| 1920 | 1920                                                    |                                                         | 8 707                                                   |                                                         |
| 1930 | 1930                                                    |                                                         | 9 277                                                   |                                                         |
| 1935 | 1935                                                    |                                                         | 9 301                                                   |                                                         |
| 1940 | 1940                                                    |                                                         | 9 544                                                   |                                                         |
| 1945 | 1945                                                    |                                                         | 10 054                                                  |                                                         |
| 1950 | 1950                                                    |                                                         | 10 085                                                  |                                                         |
| 1955 | 1955                                                    |                                                         | 10 455                                                  |                                                         |
| 1960 | 1960                                                    |                                                         | 9 845                                                   |                                                         |
| 1965 | 1965                                                    |                                                         | 6 993                                                   |                                                         |
| 1970 | 1970                                                    |                                                         | 6 367                                                   |                                                         |
| 1975 | 1975                                                    |                                                         | 6 043                                                   |                                                         |
| 1980 | 1980                                                    |                                                         | 6 068                                                   |                                                         |
| 1985 | 1985                                                    |                                                         | 5 720                                                   |                                                         |
| 1990 | 1990                                                    |                                                         | 5 810                                                   |                                                         |
| 1995 | 1995                                                    |                                                         | 5 670                                                   |                                                         |
| 2000 | 2000                                                    |                                                         | 5 424                                                   |                                                         |
| 2005 | 2005                                                    |                                                         | 5 752                                                   |                                                         |
| 2010 | 2010                                                    |                                                         | 5 507                                                   |                                                         |
| 2015 | 2015                                                    |                                                         | 5 370                                                   |                                                         |
| Anm: Församlingen hette före 1970 Degerfors. Åmsele församling utbröts 1962 och redovisas separat från och med 1965. Åmsele införlivades åter 2006 och ingår från och med 2005. För åren 1805-1945: befolkning enligt folkräkning 31 december enligt den administrativa indelningen den 1 januari följande år. 1950 avser befolkning enligt folkräkning den 31 december enligt den administrativa indelningen den 1 januari 1952. 1960-1970 avser befolkning enligt folkräkning den 1 november enligt den administrativa indelningen den 1 januari följande år. För åren 1955 samt 1975-2015: befolkning 31 december enligt den administrativa indelningen den 1 januari följande år. Sedan 1 januari 2016 sker inte folkbokföring per församling och därmed kan det hända att vissa personer inte ingår i församlingens folkmängd då de är skrivna på den fiktiva fastigheten På kommunen skriven som inte delas upp på församlingsnivå då de inte kunnat folkbokföras på en särskild befintlig fastighet. Den totala befolkningen i Svenska kyrkans församlingar är därför något lägre än den totala befolkningen i riket. |                                                         |                                                         |                                                         |                                                         |

## Kyrkoherdar
| Ämbetstid | Namn                      | Levnadstid | Övrigt                                     |
| --------- | ------------------------- | ---------- | ------------------------------------------ |
| 1800–1824 | Carl Saedenius            | 1737–1824  |                                            |
| 1826–1840 | Olof Elias Burman         |            | Senare kyrkoherde i Ragunda församling.    |
| 1842–1869 | Henrik Abraham Hasselhuhn | 1793–1869  |                                            |
| 1871–1886 | Olof August Lindfors      |            | Senare kyrkoherde i Nederkalix församling. |
| 1887–1898 | Anders Fredrik Elfgren    | 1842–1898  |                                            |
| 1900–     | Anders Johan Rothén       | 1854–      |                                            |

### Komministrar
| Ämbetstid | Namn                     | Levnadstid | Övrigt                                        |
| --------- | ------------------------ | ---------- | --------------------------------------------- |
| 1878–1882 | Carl Wilhelm Elfgren     |            | Senare kyrkoherde i Lövångers församling.     |
| 1883–1892 | Johan Wilhelm Söderström |            | Senare kyrkoherde i Norsjö församling.        |
| 1893–1901 | Petrus Palmqvist         |            | Senare kyrkoherde i Örnsköldsviks församling. |
| 1901–1908 | Karl Oskar Rydholm       |            | Senare kyrkoherde i Norsjö församling.        |
| 1909–     | Per Lundgren             | 1868–      |                                               |

## Kyrkor
- Vindelns kyrka
- Granö kyrka
- Åmsele kyrka